# Wereldkampioenschap voetbal onder 20
Het wereldkampioenschap Voetbal onder 20 is, sinds 1977, een tweejaarlijks voetbaltoernooi voor nationale elftallen van mannen tot 20 jaar, onder auspiciën van de FIFA. Landen kunnen zich voor dit toernooi kwalificeren via jeugdtoernooien die worden georganiseerd binnen de zes confederaties die onder de FIFA vallen. Voor Europese deelnemers is dit het Europees kampioenschap voetbal mannen onder 19.

## Overzicht toernooien
| 2023 Details | Indonesië Argentinië         | Uruguay        | Italië         | 1-0                      | Israël      | Zuid-Korea       | 3-1                      |
| 2019 Details | Polen                        | Oekraïne       | Zuid-Korea     | 3-1                      | Ecuador     | Italië           | (1-0) n.v.               |
| 2017 Details | Zuid-Korea                   | Engeland       | Venezuela      | 1-0                      | Italië      | Uruguay          | 0-0 (4-1 np)             |
| 2015 Details | Nieuw-Zeeland                | Servië         | Brazilië       | 2-1 n.v.                 | Mali        | Senegal          | 3-1                      |
| 2013 Details | Turkije                      | Frankrijk      | Uruguay        | 0-0 n.v. (4-1 strafsch.) | Ghana       | Irak             | 3-0                      |
| 2011 Details | Colombia                     | Brazilië       | Portugal       | 3-2 n.v.                 | Mexico      | Frankrijk        | 3-1                      |
| 2009 Details | Egypte                       | Ghana          | Brazilië       | 0-0 n.v. (4-3 strafsch.) | Hongarije   | Costa Rica       | 1-1 n.v. (2-1 strafsch.) |
| 2007 Details | Canada                       | Argentinië     | Tsjechië       | 2-1                      | Chili       | Oostenrijk       | 1-0                      |
| 2005 Details | Nederland                    | Argentinië     | Nigeria        | 2-1                      | Brazilië    | Marokko          | 2-1                      |
| 2003 Details | Verenigde Arabische Emiraten | Brazilië       | Spanje         | 1-0                      | Colombia    | Argentinië       | 2-1                      |
| 2001 Details | Argentinië                   | Argentinië     | Ghana          | 3-0                      | Egypte      | Paraguay         | 1-0                      |
| 1999 Details | Nigeria                      | Spanje         | Japan          | 4-0                      | Mali        | Uruguay          | 1-0                      |
| 1997 Details | Maleisië                     | Argentinië     | Uruguay        | 2-1                      | Ierland     | Ghana            | 2-1                      |
| 1995 Details | Qatar                        | Argentinië     | Brazilië       | 2-0                      | Portugal    | Spanje           | 3-2                      |
| 1993 Details | Australië                    | Brazilië       | Ghana          | 2-1                      | Engeland    | Australië        | 2-1                      |
| 1991 Details | Portugal                     | Portugal       | Brazilië       | 0-0 n.v. (4-2 strafsch.) | Sovjet-Unie | Australië        | 1-1                      |
| 1989 Details | Saoedi-Arabië                | Portugal       | Nigeria        | 2-0                      | Brazilië    | Verenigde Staten | 2-0                      |
| 1987 Details | Chili                        | Joegoslavië    | West-Duitsland | 1-1 n.v. (5-4 strafsch.) | Duitsland   | Chili            | 2-2 (3-1 strafsch.)      |
| 1985 Details | Sovjet-Unie                  | Brazilië       | Spanje         | 1-0                      | Niger       | Sovjet-Unie      | 0-0 (3-1 strafsch.)      |
| 1983 Details | Mexico                       | Brazilië       | Argentinië     | 1-0                      | Polen       | Zuid-Korea       | 2-1 n.v.                 |
| 1981 Details | Australië                    | West-Duitsland | Qatar          | 4-0                      | Roemenië    | Engeland         | 1-0                      |
| 1979 Details | Japan                        | Argentinië     | Sovjet-Unie    | 3-1                      | Uruguay     | Polen            | 1-1 n.v. (5-3 strafsch.) |
| 1977 Details | Tunesië                      | Sovjet-Unie    | Mexico         | 2-2 n.v. (9-8 strafsch.) | Brazilië    | Uruguay          | 4-0                      |

- Beste  Belgische prestatie: achtste finale in 1997.
- Beste  Nederlandse prestatie: kwartfinale in 1983, 2001 en 2005.

## Ranglijst
| Land        | Aantal keer kampioen | Aantal keer tweede |
| ----------- | -------------------- | ------------------ |
| Argentinië  | 6                    | 1                  |
| Brazilië    | 5                    | 4                  |
| Portugal    | 2                    | 1                  |
| Spanje      | 1                    | 2                  |
| Ghana       | 1                    | 2                  |
| Uruguay     | 1                    | 2                  |
| Duitsland*  | 1                    | 1                  |
| Sovjet-Unie | 1                    | 1                  |
| Joegoslavië | 1                    | 0                  |
| Frankrijk   | 1                    | 0                  |
| Servië      | 1                    | 0                  |
| Engeland    | 1                    | 0                  |
| Oekraïne    | 1                    | 0                  |
| Nigeria     | 0                    | 2                  |
| Mexico      | 0                    | 1                  |
| Zuid-Korea  | 0                    | 1                  |
| Qatar       | 0                    | 1                  |
| Japan       | 0                    | 1                  |
| Tsjechië    | 0                    | 1                  |
| Venezuela   | 0                    | 1                  |
| Italië      | 0                    | 1                  |

(* Eén titel en één keer tweede als West-Duitsland.

## Persoonlijke prijzen
| Jaar | Gouden Bal (beste speler) | Gouden Schoen (topscorer)     |
| ---- | ------------------------- | ----------------------------- |
| 2023 | Cesare Casadei            | Cesare Casadei – 7 goals      |
| 2019 | Lee Kang-in               | Erling Braut Håland – 9 goals |
| 2017 | Dominic Solanke           | Riccardo Orsolini – 5 goals   |
| 2015 | Adama Traoré              | Viktor Kovalenko – 5 goals    |
| 2013 | Paul Pogba                | Ebenezer Assifuah – 6 goals   |
| 2011 | Henrique                  | Henrique – 5 goals            |
| 2009 | Dominic Adiyiah           | Dominic Adiyiah – 8 goals     |
| 2007 | Sergio Agüero             | Sergio Agüero – 6 goals       |
| 2005 | Lionel Messi              | Lionel Messi – 6 goals        |
| 2003 | Ismail Matar              | Eddie Johnson – 4 goals       |
| 2001 | Javier Saviola            | Javier Saviola – 11 goals     |
| 1999 | Seydou Keita              | Pablo González – 5 goals      |
| 1997 | Nicolás Olivera           | Adaílton Martins – 10 goals   |
| 1995 | Caio                      | Joseba Etxeberría – 7 goals   |
| 1993 | Adriano Silva             | Henry Zembrano – 3 goals      |
| 1991 | Emílio Peixe              | Serguei Cherbakov – 5 goals   |
| 1989 | Bismarck                  | Oleg Salenko – 5 goals        |
| 1987 | Robert Prosinečki         | Marcel Witeczek – 7 goals     |
| 1985 | Paulo Silas               | Sebastián Losada – 3 goals    |
| 1983 | Geovani Silva             | Geovani Silva – 6 goals       |
| 1981 | Romulus Gabor             | Mark Koussas – 4 goals        |
| 1979 | Diego Maradona            | Ramón Díaz – 8 goals          |
| 1977 | Vladimir Bessonov         | Guina – 4 goals               |

## WK voetbal onder 20 in beeld

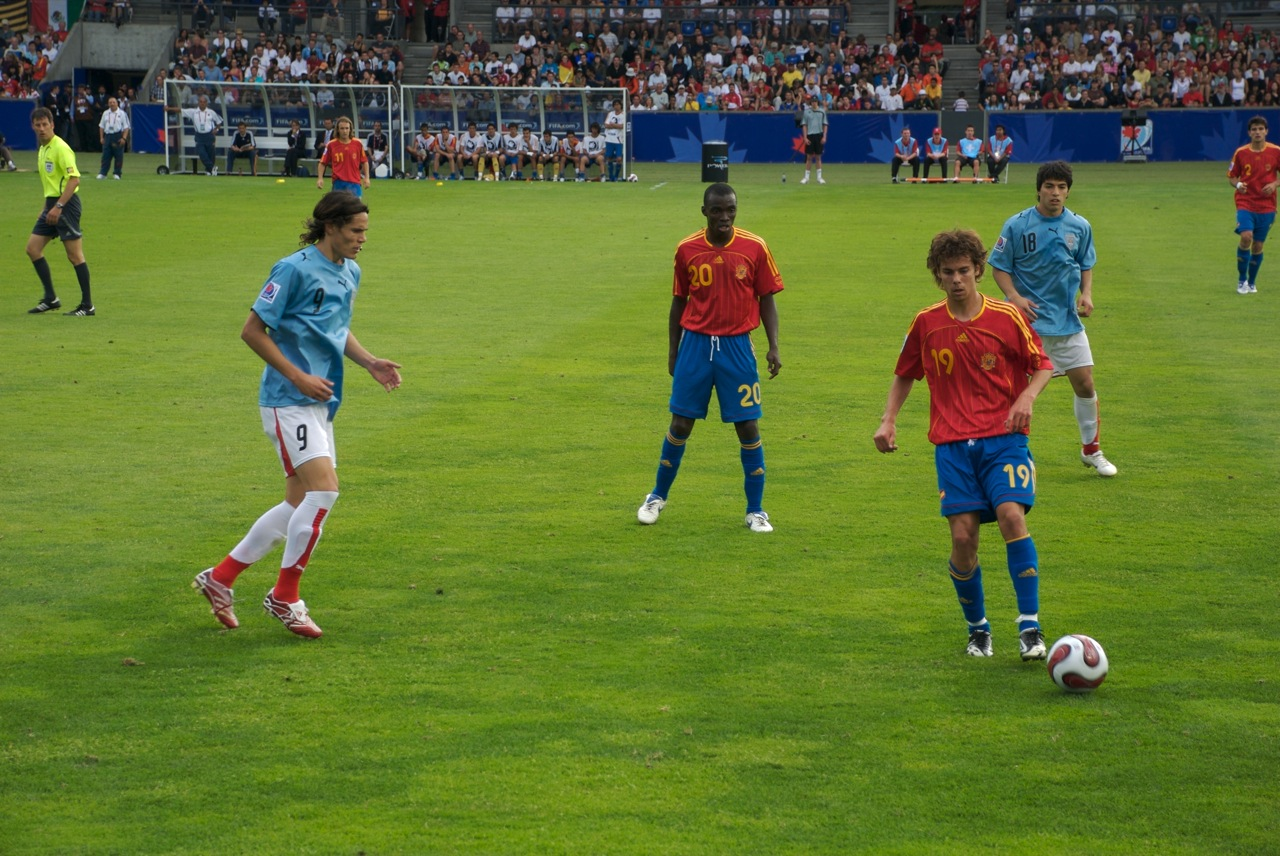
URU-SPA (2007)
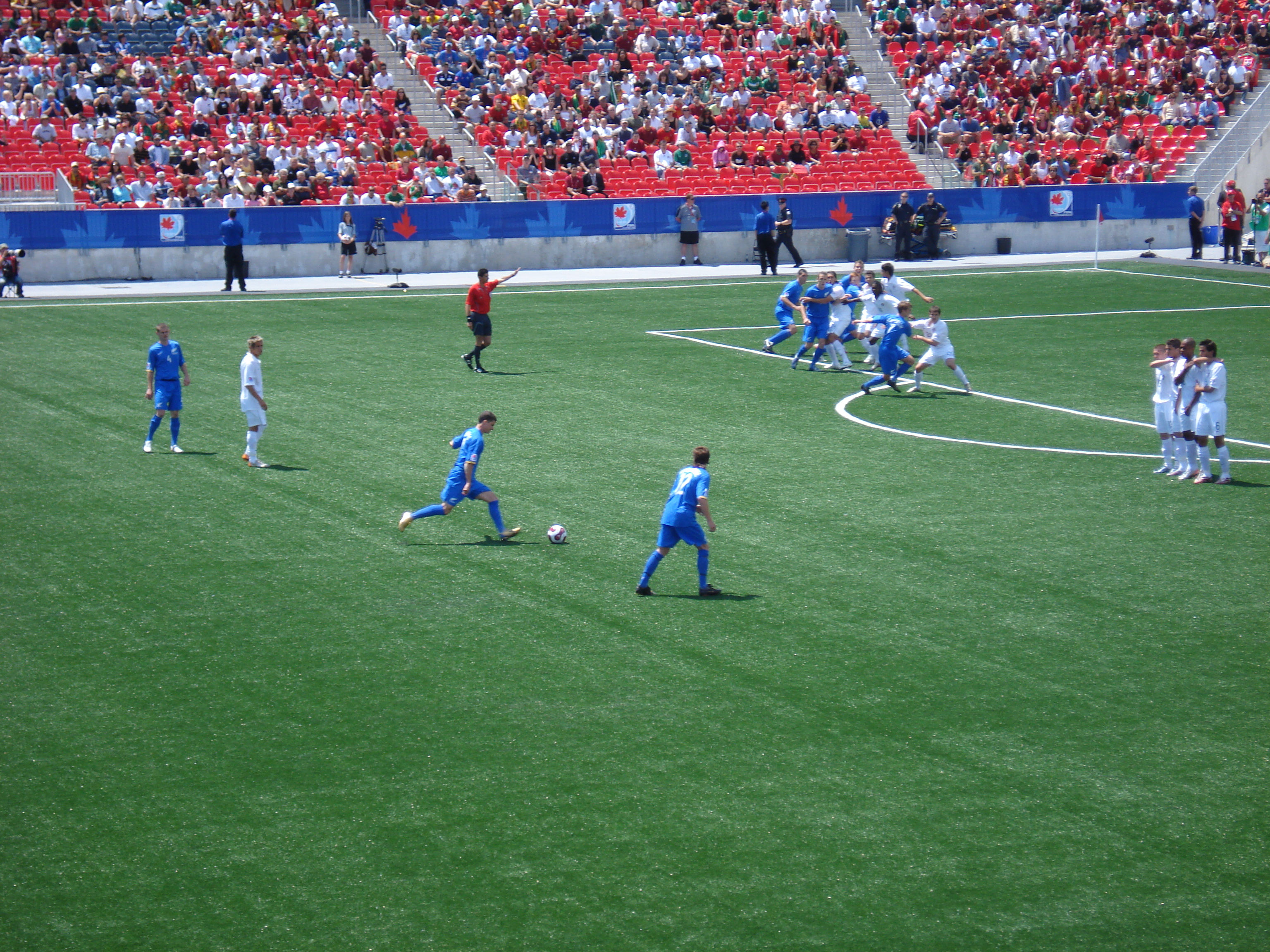
POR-NZL (2007)
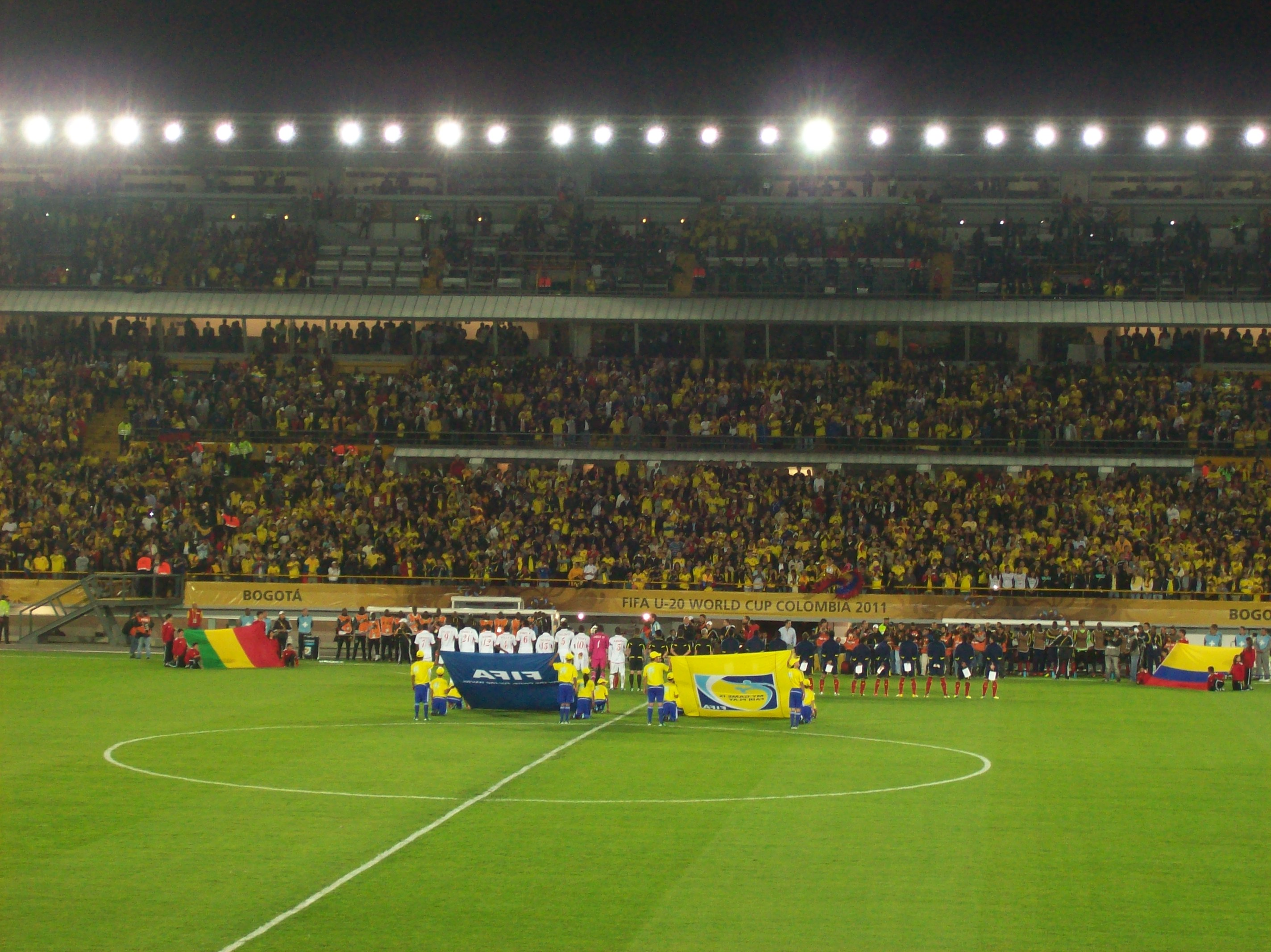
COL-MLI (2011)
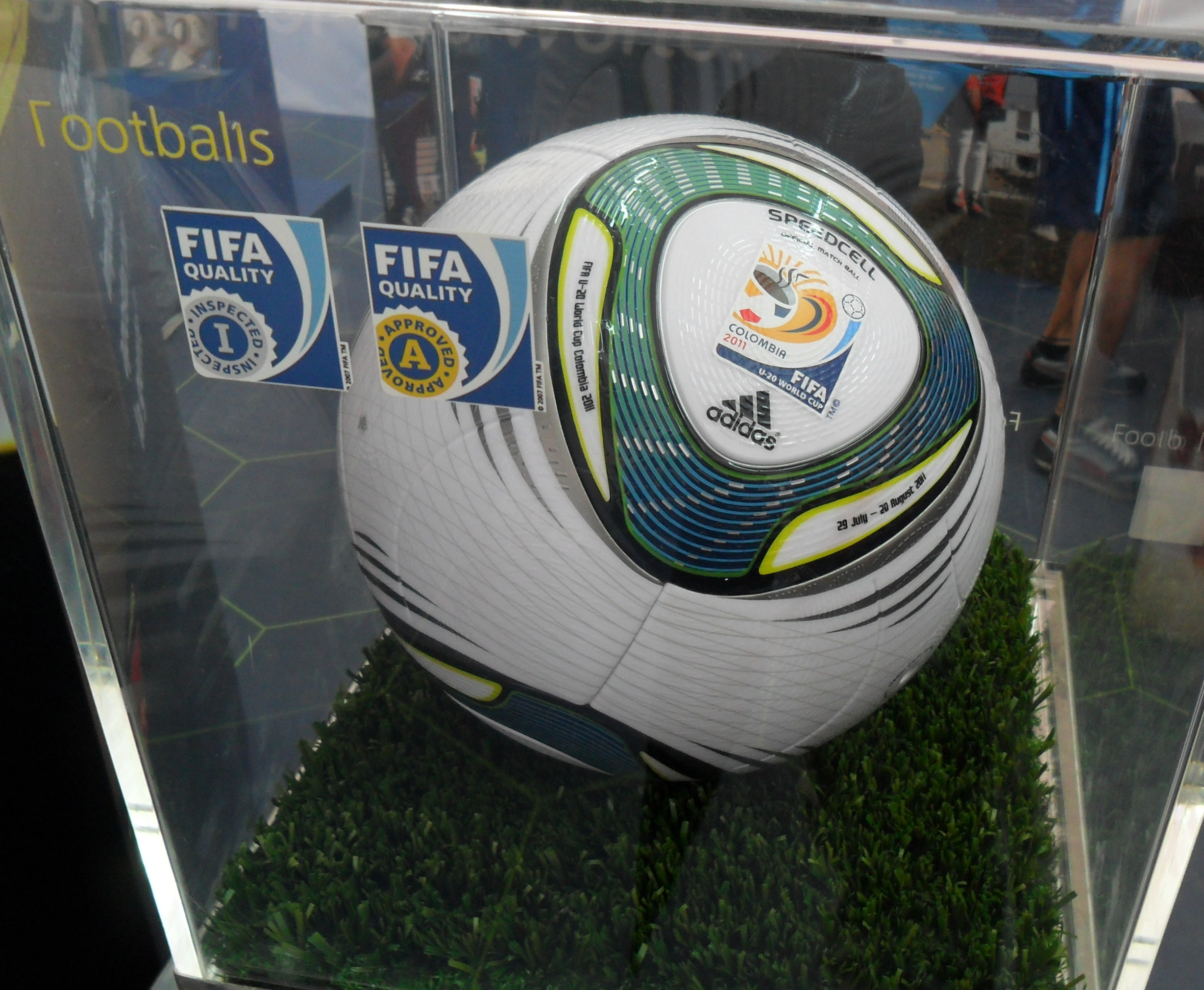
De bal (2011)
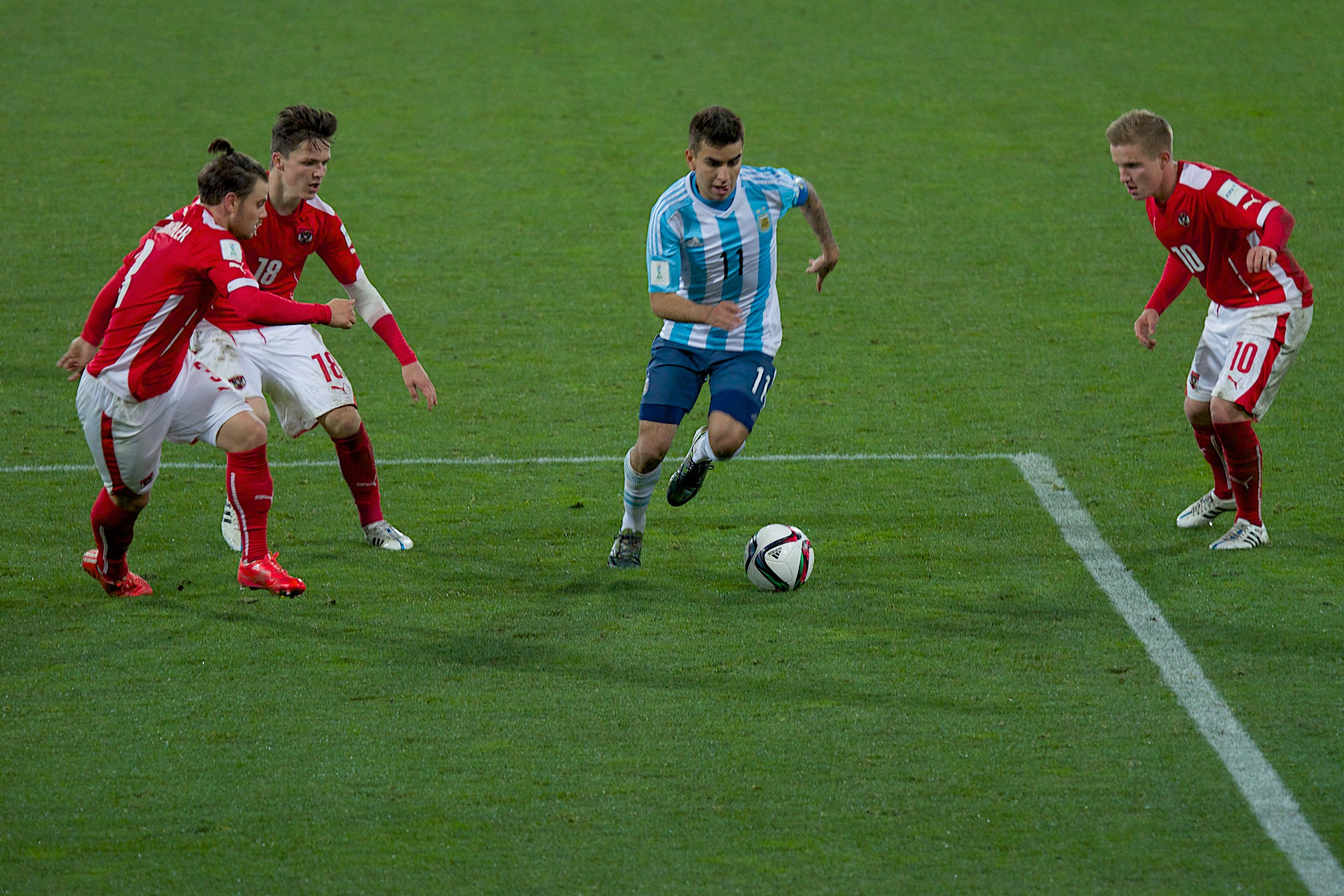
ARG-OOS (2015)

Tunesië 1977 · Japan 1979 · Australië 1981 · Mexico 1983 · Sovjet-Unie 1985 · Chili 1987 · Saoedi-Arabië 1989 · Portugal 1991 · Australië 1993 · Qatar 1995 · Maleisië 1997 · Nigeria 1999 · Argentinië 2001 · Verenigde Arabische Emiraten 2003 · Nederland 2005 · Canada 2007 · Egypte 2009 · Colombia 2011 · Turkije 2013 · Nieuw-Zeeland 2015 · Zuid-Korea 2017 · Polen 2019 · Argentinië 2023
Jeugd-WK's mannen: Onder 17

Jeugd-WK's vrouwen: Onder 17 · Onder 20